# Galatin, Vrața
Galatin (în bulgară Галатин) este un sat în comuna Krivodol, regiunea Vrața,  Bulgaria. 

## Demografie
Componența etnică a satului Galatin
     Romi (32,81%)
     Bulgari (66,25%)
     Nicio identificare (0,93%)
     Altele (0%)
La recensământul din 2011, populația satului Galatin era de 640 locuitori. Din punct de vedere etnic, majoritatea locuitorilor (66,25%) erau bulgari, cu o minoritate de romi (32,81%). Pentru 0,93% din locuitori nu este cunoscută apartenența etnică.